# Elecciones regionales de Huánuco de 2018
Las elecciones regionales de Huánuco de 2018 se llevaron a cabo el 7 de octubre de 2018 para elegir al gobernador regional, al vicegobernador regional y al Consejo Regional para el periodo 2019-2022. Se celebró simultáneamente con elecciones regionales y municipales (provinciales y distritales) en todo el Perú. La segunda vuelta regional se llevó a cabo el 9 de diciembre de 2018.
Durante la primera vuelta, los candidatos Luis Picón Quedo (Avanzada Regional Independiente Unidos por Huánuco) y Juan Alvarado Cornelio (Acción Popular) obtuvieron las dos primeras minorías y pasaron al balotaje. En este, Juan Alvarado Cornelio obtuvo el 56.28% de votos válidos y resultó electo como gobernador regional de Huánuco.

## Sistema electoral
El Gobierno Regional de Huánuco es el órgano administrativo y de gobierno del departamento de Huánuco. Está compuesto por el gobernador regional, el vicegobernador regional y el Consejo Regional.
La votación se realiza en base al sufragio universal, que comprende a todos los ciudadanos nacionales mayores de dieciocho años, empadronados y residentes en el departamento de Huánuco y en pleno goce de sus derechos políticos.
El gobernador y vicegobernador regional son elegidos por sufragio directo. Para que un candidato sea proclamado ganador debe obtener no menos de 30 % de votos válidos. En caso ningún candidato logre ese porcentaje en la primera vuelta electoral, los dos candidatos más votados participan en una segunda vuelta o balotaje. No hay reelección inmediata de gobernadores regionales.
El Consejo Regional de Huánuco está compuesto por 19 consejeros elegidos por sufragio directo para un período de cuatro (4) años. La votación es por lista cerrada y bloqueada. Cada provincia del departamento de Huánuco constituye una circunscripción electoral. Se asigna a la lista ganadora los escaños según el método d'Hondt. La distribución y el número de consejeros regionales es la siguiente:
| Circunscripción                                                                      | Escaños | Mapa |
| ------------------------------------------------------------------------------------ | ------- | ---- |
| Huánuco(+2)                                                                          | 3       |      |
| Dos de Mayo(+1), Huamalíes, Leoncio Prado(+1), Pachitea, Puerto Inca y Yarowilca(+1) | 2       |      |
| Ambo, Huacaybamba, Lauricocha y Marañón                                              | 1       |      |

## Composición del Consejo Regional de Huánuco
La siguiente tabla muestra la composición del Consejo Regional de Huánuco antes de las elecciones.
| Partidos | Partidos                                               | Consejeros |
| -------- | ------------------------------------------------------ | ---------- |
|          | Movimiento Integración Descentralista                  | 6          |
|          | Avanzada Regional Independiente Unidos por Huánuco     | 5          |
|          | Somos Perú                                             | 1          |
|          | Movimiento Político Frente Amplio Regional Paisanocuna | 1          |

## Partidos y candidatos
A continuación se muestra una lista de los principales partidos y alianzas electorales que participaron en las elecciones:
| Candidatura | Candidatura | Partidos y alianzas                                                | Candidato | Candidato                 | Ideología                                                          | Resultado previo | Resultado previo | Ref. |
| Candidatura | Candidatura | Partidos y alianzas                                                | Candidato | Candidato                 | Ideología                                                          | Votos (%)        | Con.             | Ref. |
| ----------- | ----------- | ------------------------------------------------------------------ | --------- | ------------------------- | ------------------------------------------------------------------ | ---------------- | ---------------- | ---- |
|             | ARI         | Lista - Avanzada Regional Independiente Unidos por Huánuco (ARI)   |           | Luis Picón Quedo          | Regionalismo huanuqueño                                            | 18.44%           | 5                |      |
|             | SP          | Lista - Somos Perú (SP)                                            |           | Fortunato Ramos Lavado    | Democracia cristiana Conservadurismo social                        | 15.49%           | 1                |      |
|             | P           | Lista - Movimiento Político Frente Amplio Regional Paisanocuna (P) |           | John Romero Lloclla       | Regionalismo huanuqueño                                            | 10.41%           | 1                |      |
|             | HNP         | Lista - Movimiento Político Hechos y No Palabras (HNP)             |           | Yaneth Cajahuanca Rosales | Regionalismo huanuqueño                                            | 6.21%            | 0                |      |
|             | AP          | Lista - Acción Popular (AP)                                        |           | Juan Alvarado Cornelio    | Partido atrapalotodo                                               | 4.14%            | 0                |      |
|             | APP         | Lista - Alianza para el Progreso (APP)                             |           | Robinson Aguirre Casimiro | Liberalismo económico Conservadurismo liberal Populismo de derecha | 1.81%            | 0                |      |
|             | VP          | Lista - Vamos Perú (VP)                                            |           | Jovino Huerta Ayala       | Populismo Socialdemocracia                                         | 0.62%            | 0                |      |
|             | SN          | Lista - Solidaridad Nacional (SN)                                  |           | Josué Gutiérrez Cóndor    | Conservadurismo liberal Liberalismo económico                      | Nuevo            | Nuevo            |      |
|             | DD          | Lista - Democracia Directa (DD)                                    |           | John Apolinario Sebastián | Socialismo Nacionalismo de izquierda Ecologismo                    | Nuevo            | Nuevo            |      |
|             | FA          | Lista - Frente Amplio (FA)                                         |           | Santos Jacobo Salinas     | Socialismo Ecologismo Descentralización                            | Nuevo            | Nuevo            |      |
|             | JP          | Lista - Juntos por el Perú (JP)                                    |           | Pier Marzo Rodríguez      | Socialismo democrático Progresismo                                 | Nuevo            | Nuevo            |      |
|             | AvP         | Lista - Avanza País (AvP)                                          |           | Rosali Leandro Tarazona   | Conservadurismo liberal Liberalismo clásico                        | Nuevo            | Nuevo            |      |
|             | PP          | Lista - Podemos por el Progreso del Perú (PP)                      |           | Rodolfo Espinoza Zevallos | Conservadurismo social Populismo Nacionalismo                      | Nuevo            | Nuevo            |      |
|             | CxH         | Lista - Movimiento Político Cambiemos x Hco (CxH)                  |           | Gladys Venancio Jorge     | Regionalismo huanuqueño                                            | Nuevo            | Nuevo            |      |

## Sondeos de opinión
Las siguientes tablas enumeran las estimaciones de la intención de voto en orden cronológico inverso, mostrando las más recientes primero y utilizando las fechas en las que se realizó el trabajo de campo de la encuesta. Cuando se desconocen las fechas del trabajo de campo, se proporciona la fecha de publicación.
Leyenda:
     Sondeo realizado en el periodo de prohibición legal de la difusión de sondeos de intención de voto.

### Primera vuelta

#### Intención de voto
La siguiente tabla enumera las estimaciones ponderadas (sin incluir votos en blanco y nulos) de la intención de voto.
|                               |                |     |      |      |      |      |      |     |      |  |  |
| Elecciones regionales de 2018 | 7 oct 2018     | —   | 17.6 | 15.7 | 13.1 | 12.8 | 12.1 | 6.3 | 1.9  |  |  |
|                               |                |     |      |      |      |      |      |     |      |  |  |
| Ipsos Perú/América            | 7 oct 2018     | ?   | 17.1 | –    | 14.0 | 13.9 | 13.3 | –   | 3.1  |  |  |
| Datum Internacional/Latina    | 7 oct 2018     | ?   | 14.7 | 20.8 | –    | 15.3 | 13.7 | –   | 5.5  |  |  |
| Ipsos Perú/América            | 7 oct 2018     | ?   | 16.8 | 19.8 | –    | 13.3 | 13.1 | –   | 3.0  |  |  |
| Datum Internacional/Latina    | 7 oct 2018     | ?   | 18.1 | 18.7 | 11.9 | 15.6 | 10.9 | 7.6 | 0.6  |  |  |
| Opinión I&C                   | 20–23 sep 2018 | 650 | 29.8 | 12.3 | 6.1  | 9.7  | 10.5 | 5.4 | 17.5 |  |  |
| IP Mercado                    | 10–13 ago 2018 | 618 | 21.6 | 6.7  | 12.3 | 13.3 | 7.0  | 7.6 | 8.3  |  |  |
| Opinión I&C                   | 9–12 ago 2018  | 500 | 24.1 | 4.4  | 12.2 | 10.1 | 8.8  | 9.3 | 11.9 |  |  |

#### Preferencias de voto
La siguiente tabla enumera las preferencias de voto en bruto (incluyendo blancos, viciados y sin respuesta) y no ponderadas.
| Encuestadora/Medio            | Fecha          | Muestra | Luis Picón | Juan Alvarado | Robinson Aguirre | Rosali Leandro | Gladys Venancio | Rodolfo Espinoza | B/V  | NS/NO | Dif. |  |  |  |
| ----------------------------- | -------------- | ------- | ---------- | ------------- | ---------------- | -------------- | --------------- | ---------------- | ---- | ----- | ---- |  |  |  |
| Encuestadora/Medio            | Fecha          | Muestra |            |               |                  |                |                 |                  |      |       |      |  |  |  |
| Elecciones regionales de 2018 | 7 oct 2018     | —       | 14.2       | 12.7          | 10.6             | 10.4           | 9.8             | 5.1              | 19.1 | –     | 1.5  |  |  |  |
|                               |                |         |            |               |                  |                |                 |                  |      |       |      |  |  |  |
| Opinión I&C                   | 20–23 sep 2018 | 650     | 23.9       | 9.8           | 4.4              | 7.8            | 7.8             | 4.2              | 19.7 | –     | 14.1 |  |  |  |
| IP Mercado                    | 10–13 ago 2018 | 618     | 12.0       | 3.7           | 6.8              | 7.4            | 3.9             | 4.2              | 36.2 | 8.3   | 4.6  |  |  |  |
| Opinión I&C                   | 9–12 ago 2018  | 500     | 17.0       | 3.1           | 8.6              | 7.1            | 6.2             | 6.6              | 16.8 | 12.6  | 8.4  |  |  |  |
| Opinión I&C                   | 18–21 may 2017 | 400     | 24.0       | –             | 13.0             | –              | 4.3             | 2.0              | –    | 22.2  | 11.0 |  |  |  |

## Resultados

### Gobierno Regional de Huánuco
| Candidatos           | Candidatos                | Partidos y coaliciones                                     | Primera vuelta 7 oct 2018 | Primera vuelta 7 oct 2018 | Balotaje 9 dic 2018 | Balotaje 9 dic 2018 |  |
| Candidatos           | Candidatos                | Partidos y coaliciones                                     | Votos                     | %                         | Votos               | %                   |  |
| -------------------- | ------------------------- | ---------------------------------------------------------- | ------------------------- | ------------------------- | ------------------- | ------------------- |  |
|                      | Juan Alvarado Cornelio    | Acción Popular (AP)                                        | 53,865                    | 15.69                     | 170,371             | 56.28               |  |
|                      | Luis Picón Quedo          | Avanzada Regional Independiente Unidos por Huánuco (ARI)   | 60,390                    | 17.59                     | 132,348             | 43.72               |  |
|                      | Robinson Aguirre Casimiro | Alianza para el Progreso (APP)                             | 45,062                    | 13.12                     |                     |                     |  |
|                      | Rosali Leandro Tarazona   | Avanza País (AvP)                                          | 44,051                    | 12.83                     |                     |                     |  |
|                      | Gladys Venancio Jorge     | Movimiento Político Cambiemos x Hco (CxH)                  | 41,579                    | 12.11                     |                     |                     |  |
|                      | Rodolfo Espinoza Zevallos | Podemos por el Progreso del Perú (PP)                      | 21,657                    | 6.31                      |                     |                     |  |
|                      | Josué Gutiérrez Cóndor    | Solidaridad Nacional (SN)                                  | 19,634                    | 5.72                      |                     |                     |  |
|                      | Fortunato Ramos Lavado    | Somos Perú (SP)                                            | 15,419                    | 4.49                      |                     |                     |  |
|                      | John Romero Lloclla       | Movimiento Político Frente Amplio Regional Paisanocuna (P) | 13,648                    | 3.97                      |                     |                     |  |
|                      | Yaneth Cajahuanca Rosales | Movimiento Político Hechos y No Palabras (HNP)             | 10,181                    | 2.96                      |                     |                     |  |
|                      | Santos Jacobo Salinas     | Frente Amplio (FA)                                         | 6,767                     | 1.97                      |                     |                     |  |
|                      | John Apolinario Sebastián | Democracia Directa (DD)                                    | 4,323                     | 1.26                      |                     |                     |  |
|                      | Pier Marzo Rodríguez      | Juntos por el Perú (JP)                                    | 4,286                     | 1.25                      |                     |                     |  |
|                      | Jovino Huerta Ayala       | Vamos Perú (VP)                                            | 2,517                     | 0.73                      |                     |                     |  |
|                      |                           |                                                            |                           |                           |                     |                     |  |
| Total                | Total                     | Total                                                      | 343,379                   |                           | 302,719             |                     |  |
|                      |                           |                                                            |                           |                           |                     |                     |  |
| Votos válidos        | Votos válidos             | Votos válidos                                              | 343,379                   | 80.91                     | 302,719             | 85.42               |  |
| Votos en blanco      | Votos en blanco           | Votos en blanco                                            | 42,588                    | 10.03                     | 10,679              | 3.01                |  |
| Votos nulos          | Votos nulos               | Votos nulos                                                | 38,450                    | 9.06                      | 41,011              | 11.57               |  |
| Votos emitidos       | Votos emitidos            | Votos emitidos                                             | 424,417                   | 75.24                     | 354,409             | 62.83               |  |
| Abstenciones         | Abstenciones              | Abstenciones                                               | 139,679                   | 24.76                     | 209,687             | 37.17               |  |
| Votantes registrados | Votantes registrados      | Votantes registrados                                       | 564,096                   |                           | 564,096             |                     |  |
|                      |                           |                                                            |                           |                           |                     |                     |  |
| Fuente:              |                           |                                                            |                           |                           |                     |                     |  |

### Consejo Regional de Huánuco
|                        |                                                            |              |              |              |         |         |  |
| Partidos y coaliciones | Partidos y coaliciones                                     | Voto popular | Voto popular | Voto popular | Escaños | Escaños |  |
| Partidos y coaliciones | Partidos y coaliciones                                     | Votos        | %            | ±pp          | Total   | +/−     |  |
|                        | Acción Popular (AP)                                        | 55,933       | 17.66        | +12.25       | 5       | +5      |  |
|                        | Avanzada Regional Independiente Unidos por Huánuco (ARI)   | 47,325       | 14.94        | –3.47        | 4       | –1      |  |
|                        | Avanza País (AvP)                                          | 43,935       | 13.87        | Nuevo        | 3       | +3      |  |
|                        | Alianza para el Progreso (APP)                             | 42,252       | 13.34        | +10.50       | 4       | +4      |  |
|                        | Movimiento Político Cambiemos x Hco (CxH)                  | 33,049       | 10.43        | Nuevo        | 1       | +1      |  |
|                        | Solidaridad Nacional (SN)                                  | 21,358       | 6.74         | Nuevo        | 1       | +1      |  |
|                        | Somos Perú (SP)                                            | 17,622       | 5.56         | –9.57        | 1       | ±0      |  |
|                        | Podemos por el Progreso del Perú (PP)                      | 16,722       | 5.28         | Nuevo        | 0       | ±0      |  |
|                        | Movimiento Político Hechos Y NO Palabras (HNP)             | 12,328       | 3.89         | –3.24        | 0       | ±0      |  |
|                        | Movimiento Político Frente Amplio Regional Paisanocuna (P) | 12,320       | 3.89         | –5.70        | 0       | –1      |  |
|                        | Democracia Directa (DD)                                    | 4,454        | 1.41         | Nuevo        | 0       | ±0      |  |
|                        | Frente Amplio (FA)                                         | 3,790        | 1.20         | Nuevo        | 0       | ±0      |  |
|                        | Juntos por el Perú (JP)                                    | 3,259        | 1.03         | Nuevo        | 0       | ±0      |  |
|                        | Vamos Perú (VP)                                            | 2,455        | 0.77         | +0.06        | 0       | ±0      |  |
|                        |                                                            |              |              |              |         |         |  |
| Total                  | Total                                                      | 316,802      |              |              | 19      | +5      |  |
|                        |                                                            |              |              |              |         |         |  |
| Votos válidos          | Votos válidos                                              | 316,802      | 74.64        | –2.85        |         |         |  |
| Votos en blanco        | Votos en blanco                                            | 69,503       | 16.38        | +2.45        |         |         |  |
| Votos nulos            | Votos nulos                                                | 38,112       | 8.98         | +0.39        |         |         |  |
| Votos emitidos         | Votos emitidos                                             | 424,417      | 75.24        | –4.05        |         |         |  |
| Abstenciones           | Abstenciones                                               | 139,679      | 24.76        | +4.05        |         |         |  |
| Votantes registrados   | Votantes registrados                                       | 564,096      |              |              |         |         |  |
|                        |                                                            |              |              |              |         |         |  |
| Fuente:                |                                                            |              |              |              |         |         |  |

#### Resultados por provincia
| Provincia     | AP   | AP   | ARI  | ARI | AvP  | AvP  | APP  | APP | CxH  | CxH  | SN   | SN  | SP   | SP  | PP  | PP   | HNP  | HNP | P   | P   | DD  | DD  | FA  | FA | JP  | JP  |   |
| Provincia     | %    | E    | %    | E   | %    | E    | %    | E   | %    | E    | %    | E   | %    | E   | %   | E    | %    | E   | %   | E   | %   | E   | %   | E  | %   | E   |   |
| ------------- | ---- | ---- | ---- | --- | ---- | ---- | ---- | --- | ---- | ---- | ---- | --- | ---- | --- | --- | ---- | ---- | --- | --- | --- | --- | --- | --- | -- | --- | --- | - |
| Provincia     | Ambo | 10.0 | –    | 4.3 | –    | 26.3 | 1    | 7.5 | –    | 24.3 | –    | 8.8 | –    | 1.9 | –   | 13.1 | –    | 0.4 | –   | 1.7 | –   | 1.0 | –   |    |     | 0.4 | – |
| Dos de Mayo   | 30.3 | 1    | 5.4  | –   | 16.0 | –    | 25.5 | 1   | 1.4  | –    | 0.8  | –   | 3.4  | –   | 2.0 | –    | 9.1  | –   | 0.7 | –   | 0.3 | –   |     |    | 0.3 | –   |   |
| Huacaybamba   | 25.6 | 1    | 13.5 | –   | 22.9 | –    | 9.0  | –   | 13.7 | –    | 0.1  | –   | 2.9  | –   | 3.3 | –    | 3.0  | –   | 4.9 | –   | 0.2 | –   |     |    | 0.7 | –   |   |
| Huamalíes     | 30.8 | 1    | 20.8 | 1   | 1.9  | –    | 18.9 | –   | 1.8  | –    | 0.9  | –   | 6.3  | –   | 8.3 | –    | 1.0  | –   | 1.7 | –   | 0.5 | –   | 6.4 | –  | 0.5 | –   |   |
| Huánuco       | 17.1 | 1    | 18.5 | 1   | 9.7  | –    | 6.2  | –   | 12.4 | 1    | 12.2 | –   | 5.1  | –   | 5.6 | –    | 3.5  | –   | 5.0 | –   | 1.8 | –   |     |    | 2.2 | –   |   |
| Lauricocha    | 16.8 | –    | 20.2 | –   | 34.3 | 1    |      |     | 6.8  | –    | 0.4  | –   | 7.7  | –   |     |      | 6.6  | –   | 2.9 | –   | 2.3 | –   |     |    | 1.9 | –   |   |
| Leoncio Prado | 14.8 | –    | 16.5 | 1   | 14.6 | –    | 22.1 | 1   | 6.2  | –    | 1.7  | –   | 6.2  | –   | 5.4 | –    | 1.3  | –   | 7.4 | –   | 1.0 | –   | 2.4 | –  |     |     |   |
| Marañón       | 10.8 | –    | 8.0  | –   | 21.5 | –    | 20.1 | –   | 0.6  | –    | 24.0 | 1   | 8.5  | –   |     |      | 0.3  | –   | 3.1 | –   | 0.5 | –   | 1.0 | –  |     |     |   |
| Pachitea      | 23.3 | 1    | 3.1  | –   | 18.5 | –    | 19.7 | 1   | 19.4 | –    | 1.9  | –   | 3.2  | –   | 1.1 | –    | 4.8  | –   | 0.6 | –   | 0.6 | –   | 3.4 | –  | 0.2 | –   |   |
| Puerto Inca   | 12.4 | –    | 7.1  | –   | 21.0 | 1    | 11.6 | –   | 10.3 | –    | 0.5  | –   | 21.0 | 1   | 1.5 | –    | 8.6  | –   | 0.4 | –   | 5.4 | –   |     |    |     |     |   |
| Yarowilca     | 6.2  | –    | 25.8 | 1   | 6.2  | –    | 23.6 | 1   | 6.1  | –    | 1.0  | –   | 3.5  | –   | 5.3 | –    | 17.8 | –   | 1.0 | –   | 2.3 | –   | 0.6 | –  | 0.5 | –   |   |
| Total         | 17.7 | 5    | 14.9 | 4   | 13.9 | 3    | 13.3 | 4   | 10.4 | 1    | 6.7  | 1   | 5.6  | 1   | 5.3 | –    | 3.9  | –   | 3.9 | –   | 1.4 | –   | 1.2 | –  | 1.0 | –   |   |

### Autoridades electas
| Cargo                                             | Autoridad electa | Autoridad electa             | Partido político | Partido político                                   |
| ------------------------------------------------- | ---------------- | ---------------------------- | ---------------- | -------------------------------------------------- |
| Gobernador Regional de Huánuco                    |                  | Juan Alvarado Cornelio       |                  | Acción Popular                                     |
| Vicegobernador Regional de Huánuco                |                  | Erasmo Fernández Sixto       |                  | Acción Popular                                     |
| Consejero Regional de Huánuco (por Ambo)          |                  | Roberto Arrieta Janampa      |                  | Avanza País                                        |
| Consejero Regional de Huánuco (por Dos de Mayo)   |                  | Gaspar Rumi Benancio         |                  | Acción Popular                                     |
| Consejero Regional de Huánuco (por Dos de Mayo)   |                  | Valentín Salazar Huerta      |                  | Alianza para el Progreso                           |
| Consejero Regional de Huánuco (por Huacaybamba)   |                  | Anthony Valenzuela Hurtado   |                  | Acción Popular                                     |
| Consejera Regional de Huánuco (por Huamalíes)     |                  | Luz Rosales Ramos            |                  | Acción Popular                                     |
| Consejero Regional de Huánuco (por Huamalíes)     |                  | Dilmar Céspedes Salas        |                  | Avanzada Regional Independiente Unidos por Huánuco |
| Consejero Regional de Huánuco (por Huánuco)       |                  | Américo Cárdenas Quispe      |                  | Avanzada Regional Independiente Unidos por Huánuco |
| Consejero Regional de Huánuco (por Huánuco)       |                  | Juan Ferrer Fabián           |                  | Acción Popular                                     |
| Consejera Regional de Huánuco (por Huánuco)       |                  | Tula Zúñiga Briceño          |                  | Movimiento Político Cambiemos x Hco                |
| Consejero Regional de Huánuco (por Lauricocha)    |                  | Pedro Albornoz Ortega        |                  | Avanza País                                        |
| Consejero Regional de Huánuco (por Leoncio Prado) |                  | Amancio del Águila Rodríguez |                  | Alianza para el Progreso                           |
| Consejero Regional de Huánuco (por Leoncio Prado) |                  | Rolando Flores Martín        |                  | Avanzada Regional Independiente Unidos por Huánuco |
| Consejero Regional de Huánuco (por Marañón)       |                  | Johann Aguirre Caldas        |                  | Solidaridad Nacional                               |
| Consejero Regional de Huánuco (por Pachitea)      |                  | Víctor Arostegui Yalico      |                  | Acción Popular                                     |
| Consejero Regional de Huánuco (por Pachitea)      |                  | Rubén Loreña Crisóstomo      |                  | Alianza para el Progreso                           |
| Consejero Regional de Huánuco (por Puerto Inca)   |                  | Elías Falcón Príncipe        |                  | Avanza País                                        |
| Consejero Regional de Huánuco (por Puerto Inca)   |                  | Jaime Oliveira Tello         |                  | Somos Perú                                         |
| Consejero Regional de Huánuco (por Yarowilca)     |                  | Walter López Tucto           |                  | Avanzada Regional Independiente Unidos por Huánuco |
| Consejero Regional de Huánuco (por Yarowilca)     |                  | Jesús Manrique Vera Cipriano |                  | Alianza para el Progreso                           |